# Jurszik Mária Magdolna
Jurszik Mária Magdolna modell, manöken, divattervező, autóversenyző.

## Élete
Tanuló volt még, a Tavasz Divatszalonban már bemutatott, később a TIT öltözködési tanácsadásaival szerepelt, majd  egy barátnő felhívta a figyelmét, hogy az  Állami Artistaképző Intézetben háromhónapos manökeniskolára lehet jelentkezni. A manökensikola elvégzése után folyamatosan kapta a felkéréseket.
Nagy bemutatón először a KIOSZ-tól, Kisiparosok Országos Szervezete, kapott lehetőséget, majd a Gellért-szállóban lépett a kifutóra. Fotózáson először Artex feliratú bukósisakot reklámozhatott. Később különböző divatlapokban, például az Ez a Divat, és más kiadványokban is rendszeresen láthatták.
Több szakirányú iskolát, szakoktató tanfolyamot is végzett, divattörténetet tanult, divattervező lett. Jurszik Mária Magdolna divattervezőként is több díjat, sikert ért el, például külföldi utat Japánban első díjként, de ő nyerte meg a Burda tizennégy országban kiírt varrópályázatát is hazánkban.
Jurszik Mária Magdolna a Párisi u 6. szám alatti Maneken divatszalon tulajdonosa volt.
Szülei féltették, de mivel a foglalkozását tekintve női szabó, egyre jobban hiányzott neki a mozgás. Egy furcsa véletlen folytán autóversenyző lett. Évekig ő volt az egyetlen női „führer” a túramezőnyben. Versenyszerűen űzte ezt a sportot.